# هيو ر. ستيفن
هيو ر. ستيفن هو سياسي كندي، ولد في 25 أبريل 1913 في غلدفورد في المملكة المتحدة، وتوفي في 22 مارس 2002 في فيكتوريا في كندا.